# Стражек
Стражек (чеш. Strážek) је насељено мјесто са административним статусом варошице (чеш. městys) у округу Ждјар на Сазави, у крају Височина, Чешка Република.

## Становништво
Према подацима о броју становника из 2014. године насеље је имало 865 становника.